# Jože Kerenčič
Jože Kerenčič (ilegalno ime Janko), slovenski pisatelj,  publicist, aktivist Osvobodilne fronte in narodni heroj, * 9. marec 1913, Jastrebci, † 27. december 1941, Maribor.

## Življenje
V matični knjigi župnije Kog je vpisan kot Jožef Kerenčič. Rodil se je očetu kmetu Jožefu st. in materi Urši (roj. Prapotnik). Jože Kerenčič je obiskoval osnovno šolo na Kogu, srednjo šolo in učiteljišče pa je končal v Mariboru. Že kot dijak mariborskega učiteljišča se je pridružil naprednemu gibanju in postal član Skoja. Nato se je vpisal na Univerzo v Ljubljani, kjer je leta 1937 diplomiral iz filozofije in pedagogike. V času študija je postal član akademskega študentskega kluba Njiva in KPJ. Zaradi pogledov na reševanje kmečkega vprašanja, ki se niso skladali s partijsko usmeritvijo, je bil izključen iz KPJ. Prvo službo je dobil šele jeseni, leta 1940 na meščanski šoli v Gornji Radgoni, kjer je poučeval do pomladi. Leta 1941, ko so prišli Nemci, se je posvetil organizaciji ilegalnega odporniškega dela. Do svoje smrti ni bil v partiji rehabilitiran ali ponovno sprejet vanjo. Odporniška skupina, ki jo je po pričevanjih nekaterih preživelih organiziral ob okupaciji bi se naj imenovala "Lipa". Na njegovem domu je bila konferenca aktivistov Osvobodilne fronte. Od začetka poletja 1941 se je pisatelj vse več zadrževal v Pesnici, vendar je bil izdan. 17. novembra 1941 ga je gestapo aretiral v Pesnici pri Mariboru. Ustreljen je bil dne, 27. decembra 1941, na dvorišču sodnih zaporov v Mariboru. 
Z redom narodnega heroja je bil odlikovan 27. novembra 1953.
Po njem so poimenovane ulice v več slovenskih krajih in trg v Ormožu.

## Delo
Dela Jožeta Kerenčiča so tesno povezana s slovenjegoriškim ljudstvom. Pisatelj je znan po svojih socialnih študijah z romantičnim pojmovanjem slovenskih kmetov. V svojih delih je predstavil podobe krajev svoje mladosti. Svetu je želel razkriti gorje svojega ljudstva, razčleniti in pojasniti življenjsko krizo. Boril se je za pravičnejši svet in želel je ozaveščati ljudi.